# بالازولو فيرسيلسي
بالازولو فيرسيلسي هي بلدية في مقاطعة فرشيلي التابعة لإقليم بييمونتي الإيطالي، تقع على بعد حوالي 45 كيلومتر (28 ميل) شمال شرق مدينة تورينو وحوالي 20 كيلومتر (12 ميل) إلى الجنوب الغربي من فرشيلي. في 31 كانون الأول / ديسمبر 2004 كان عدد سكانها 1,348 نسمة، وتبلغ مساحتها 13.9 كيلومتر مربع (5.4 ميل2).
تقع بالازولو فيرسيلسي على حدود البلديات التالية: كامينو، فونتانيتو بو، غابيانو، ترينو.